# Astrópía
Pour plus de détails, voir Fiche technique et Distribution.
Astrópía est un film islando-finlando-britannique de fantasy réalisé par Gunnar B. Guðmundsson (is), sorti en 2007.

## Synopsis
Hildur, ancienne reine de beauté dont le compagnon vient d'être arrêté pour fraude, se retrouve sans domicile et sans emploi. Réfugiée chez une amie d'enfance, elle trouve un poste de vendeuse dans un magasin de jeux de rôles.

## Fiche technique
Sauf indication contraire, les informations mentionnées dans cette section peuvent être confirmées par les bases de données cinématographiques IMDb et Allociné,  présentes dans la section « Liens externes ».
- Titre : Astrópía
- Réalisation : Gunnar B. Guðmundsson (is)
- Scénario : Ottó Geir Borg et Jóhann Ævar Grímsson (is)
- Musique : Asen Kanchev
- Montage : Sverrir Kristjánsson
- Production : Jukka Helle, Júlíus Kemp, Markus Selin et Ingvar Þórðarson
  - Co-production : Mike Downey et Sam Taylor
  - Production exécutive : Ragna Arny Larusdottir
- Sociétés de production : Solar Films, Kisi Production (fi) et The Icelandic Filmcompany
- Société de distribution : The Icelandic Filmcompany (Islande), Kazé (France)[1]
- Pays :  Islande,  Finlande,  Royaume-Uni
- Langue : islandais
- Genre : fantasy, comédie
- Durée : 93 minutes
- Dates de sortie :
  - Islande : 22 août 2007
  - Finlande : 20 septembre 2008 (Festival international du film d'Helsinki)
  - France : 15 juillet 2009 (DVD)

## Distribution
Sauf indication contraire, les informations mentionnées dans cette section peuvent être confirmées par la base de données cinématographiques IMDb,  présente dans la section « Liens externes ».
- Ragnhildur Steinunn Jónsdóttir (en) : Hildur
- Snorri Engilbertsson : Dagur
- Davíð Þór Jónsson : Jolli
- Sverrir Þór Sverrisson (VF : Benoît DuPac) : Flóki
- Pétur Jóhann Sigfússon : Pési
- Halla Vilhjálmsdóttir (en) : Beta
- Jörundur Ragnarsson : Scat
- Halldór Magnússon : Goggi
- Sara Guðmundsdótti : Björt
- Alexander Sigurðsson : Snorri
- Gunnar Jónsson : Steini, voix de cowboy
- Steinn Ármann Magnússon : The Don
- Víkingur Kristjánsson et Björn Thorarensen : Fangavörður
- Dóra Jóhannsdóttir : Viktóría
- Dagmar Kristín Þóra Haraldsdóttir
- Sigurður Skúlason : Valmektarmaður
- Gísli Björn Heimisson : Kúnni
- Friðrik Steinsson : DJ Jónas
- Vignir Rafn Valþórsson : Gothari

## Tournage
Sauf indication contraire, les informations mentionnées dans cette section peuvent être confirmées par la base de données cinématographiques IMDb,  présente dans la section « Liens externes ».
Astrópía est tourné dans la municipalité islandaise de Hafnarfjörður, située dans la région Höfuðborgarsvæðið.

## Récompense et nomination
Sauf indication contraire, les informations mentionnées dans cette section peuvent être confirmées par la base de données cinématographiques IMDb,  présente dans la section « Liens externes ».
- Malaga International Week of Fantastic Cinema (pl) 2008 : prix du public
- Festival international du film fantastique de Neuchâtel 2008 : nommé au prix du meilleur film